# Diplazium arayae
Diplazium arayae är en majbräkenväxtart som beskrevs av Alexander Rojas.
Diplazium arayae ingår i släktet Diplazium och familjen Athyriaceae. Inga underarter finns listade i Catalogue of Life.